# Darío Barassi
Darío Tadeo Pacheco Barassi (San Juan, 5 de noviembre de 1983) es un actor, actor de voz, comediante, presentador y abogado argentino. Conocido por su rol de conductor de los programas 100 argentinos dicen y ¡Ahora caigo! en Canal 13.

## Biografía
Nació en la Ciudad de San Juan, el 5 de noviembre de 1983. Hijo de Fernando Alberto Pacheco, abogado, quien falleció en 1988 por mala praxis en una operación cuando Darío tenía 5 años; y de Laura Barassi Farrugia, empleada judicial, fallecida en 2023. Tiene dos hermanos, Leandro que también es abogado; y Fernando, administrador de empresas hoteleras y gastronómicas.
Cursó sus estudios primarios en la escuela Bernardino Rivadavia y la secundaria la hizo en el colegio Central Universitario, ambos en San Juan capital. Recién cuando cursaba quinto año del secundario pudo comenzar a estudiar teatro, ya que en su casa se privilegiaba el estudio de idiomas y demás actividades extracurriculares por sobre las actividades artísticas.

## Carrera
Luego de haber terminado sus estudios secundarios, se radicó en Buenos Aires, donde estudió y se recibió de abogado en la UBA con diploma de honor y promedio de 9.39. Mientras estudiaba abogacía, estudió actuación con Alicia Zanca. Trabajó un tiempo como abogado en el estudio de su hermano, en el Ministerio de Salud y en la editorial jurídica Lexis Nexis.
Sin embargo, su popularidad comenzó como notero. En un casting en 2008, buscaban a un cronista divertido para el magazine de las mañanas de Telefé, AM, Antes del Mediodía y él fue a la convocatoria para acompañar a un amigo. En la prueba estaba Gastón Trezeguet, el productor del programa, que se entusiasmó con los chistes de Barassi y le propuso a él y no a su amigo el puesto de trabajo. Fue en este programa que pudo también imitar humorísticamente a personajes como Jorge Porcel Jr. y el rapero PSY, entre otros.
Fue humorista y presentador en el programa de cocina Rico y abundante, durante las temporadas 2012 y 2013.
En 2013 se despidió del ciclo conducido por Verónica Lozano y Leonardo Montero para radicarse por tres meses en Nueva York, donde fue con el fin de estudiar comedia musical.
Entre esos años de participación en AM, Antes del Mediodía, debutó en 2011 como protagonista de la obra teatral Chicos católicos. Ese mismo año hizo apariciones especiales en la serie de Disney, Peter Punk y participó en el unitario de América, Historias de la primera vez .
Tras un año de haber sido personaje secundario en la serie Peter Punk, en 2013 Barassi se convirtió en personaje permanente durante toda la segunda temporada. Su personaje se llamó Beto, un ingeniero de sonido.
En febrero de 2014, Darío debutó como conductor junto a Dalia Gutmann en 90 días o menos. Los dos conductores fueron producto del ciclo matutino AM, Antes del Mediodía del canal Telefé, ya que Gutmann fue la locutora y Barassi el notero. El magazine pensaba durar tres meses, hasta que se definiera cual sería el “titular” en el horario de la tarde. Sin embargo, el 21 de abril de ese mismo año, el programa fue levantado sin llegar a cumplir los 3 meses por tener poco rating. El lunes de la semana siguiente, tras una semana sin salir al aire por orden del canal, tuvieron la oportunidad de despedirse del programa y dar a fin a las emisiones semanales.
Ese mismo año vuelve a la actuación como personaje recurrente en Viudas e Hijos del Rock and Roll, interpretando a Pedro Gatto. Por esta labor fue nominado al premio Martín Fierro como "Revelación".
Formó parte del musical teatral Tiempos relativos, durante 2015 y 2016. Entre 2015 y 2018 participó como humorista en el programa nocturno Nunca es tarde, en la señal deportiva Fox Sports, por el que nominado al Premio Martín Fierro de Cable a la Mejor Labor Humorística en el año 2019.
En 2016 tuvo una pequeña participación en la serie juvenil Soy Luna, y en paralelo, se unió al elenco de Educando a Nina. Al año siguiente, en 2017 forma parte del elenco coprotagónico de la comedia Quiero vivir a tu lado, por primera vez actuando en canal Trece. Asimismo actuó en cine en el film El peso de la ley, dirigido por Fernán Mirás, y fue nominado al Premio Sur en el rubro Mejor Actor Revelación.
En 2018 y en la temporada siguiente interpretó al genio de la lámpara en el musical de teatro Aladín: será genial. En televisión, en ese mismo año, se desempeñó en la tira Simona. Entre 2019 y 2020 actuó junto a Verónica Llinás en la obra teatral Carcajada salvaje, obra por la que fue nominado al Premio ACE en el rubro Actor protagónico de comedia,  y también interpretó a Teo en la serie policial de televisión Post mortem, estrenada en 2020.
Coprotagonizó Corazón loco, junto a Adrián Suar, Gabriela Toscano y Soledad Villamil, película estrenada en Netflix en septiembre de 2020. En ese mismo año, fue elegido como conductor del programa de juegos 100 argentinos dicen, que se consolidó en audiencia en las tardes de Canal 13.
En el 2023 volvió a la ficción interpretando duante algunos capítulos a Ricardo Hills en la segunda termporada de Argentina, Tierra de amor y venganza. El 5 de junio del mismo año volvió como conductor de la versión argentina del programa ¡Ahora Caigo!, también en Canal 13.

## Filmografía

### Teatro
| Año       | Obra teatral                            | Personaje | Director         |
| --------- | --------------------------------------- | --------- | ---------------- |
| 2011      | Chicos católicos, apostólicos y romanos |           | Carlos Kaspar    |
| 2015-2016 | Tiempos relativos                       | Relator   | Ricky Pashkus    |
| 2018-2019 | Aladdín: será genial                    | El Genio  | Ariel del Mastro |
| 2019-2020 | Carcajada salvaje                       |           | Corina Fiorillo  |

### Cine
| Año  | Película                                | Personaje  | Director         | Notas                |
| ---- | --------------------------------------- | ---------- | ---------------- | -------------------- |
| 2014 | Chicos Católicos, Apostólicos y Romanos | Gerardo    | Juan Paya        | Protagonista         |
| 2017 | El peso de la ley                       | Secretario | Fernán Mirás     | Personaje secundario |
| 2020 | Corazón loco                            | Nacho      | Marcos Carnevale | Personaje secundario |

| Año  | Película                  | Personaje | Ref.   |
| ---- | ------------------------- | --------- | ------ |
| 2017 | Emoji: la película        | Popó      | [ 24 ] |
| 2019 | Angry Bids 2: la película | Garry     | [ 25 ] |

### Televisión

#### Ficciones
| Año           | Título                               | Personaje                     | Notas                                             | Canal          | Ref.   |
| ------------- | ------------------------------------ | ----------------------------- | ------------------------------------------------- | -------------- | ------ |
| 2011          | Historias de la primera vez          | Armando                       | Ep4: "La primera vez que se separaron mis padres" | América TV     | [ 26 ] |
| 2011-2013     | Peter Punk                           | Beto                          | Personaje secundario                              | Disney XD      |        |
| 2014          | Viudas e hijos del Rock & Roll       | Pedro Gatto                   | Personaje recurrente                              | Telefe         | [ 27 ] |
| 2016          | Educando a Nina                      | Nicolas Subiría Lopez Duville | Personaje secundario                              | Telefe         |        |
| 2016          | Soy Luna                             | Él mismo                      | Cameo                                             | Disney Channel |        |
| 2017          | Quiero vivir a tu lado               | Jorge Redondo                 | Personaje secundario                              | El Trece       |        |
| 2018          | Simona                               | Pablo "Paul" Medina           | Personaje secundario                              | El Trece       |        |
| 2020          | Chueco en línea                      | El mismo                      | Cameo                                             | Flow           |        |
| 2020          | Separadas                            | Fabio Pardini                 | Participación especial                            | El Trece       |        |
| 2020          | Post Mortem                          | Teo Levin                     | Elenco principal                                  | Flow           |        |
| 2022-presente | El encargado                         | Gabriel                       | Personaje secundario                              | Star+ Disney+  |        |
| 2023          | Argentina, tierra de amor y venganza | Ricardo «Hills» Hilowitz      | Participación especial                            | El Trece       |        |
| 2023-presente | C.H.U.E.C.O.                         | Juan Gustozzi                 | Protagonista                                      | Disney+        |        |
| 2023          | Una Navidad para C.H.U.E.C.O         | Juan Gustozzi                 | Episodio especial                                 | Disney+        |        |
| 2024-presente | Gutiérrez is Mai Neim                | Roberto Gutiérrez             | Protagonista                                      | Disney+        |        |

#### Programas
| Año           | Título                           | Rol                 | Notas                | Canal      | Ref.   |
| ------------- | -------------------------------- | ------------------- | -------------------- | ---------- | ------ |
| 2008-2012     | AM, Antes del Mediodía           | Cronista            |                      | Telefe     |        |
| 2012-2013     | Rico y abundante                 | Conductor Humorista | Debut como conductor | Utilísima  | [ 28 ] |
| 2013          | Todos contentos y bastante locos | Humorista           |                      | Telefe     |        |
| 2014          | 90 días o menos                  | Conductor           |                      | Canal 9    |        |
| 2015-2018     | NET, nunca es tarde              | Humorista           |                      | Fox Sports |        |
| 2020-2023     | 100 argentinos dicen             | Conductor           |                      | El Trece   | [ 29 ] |
| 2020-2023     | 100 argentinos dicen Famosos     | Conductor           |                      | El Trece   | [ 30 ] |
| 2021          | Un sol para los chicos           | Conductor           | Especial de UNICEF   | El Trece   |        |
| 2023-presente | ¡Ahora caigo!                    | Conductor           |                      | El Trece   |        |
| 2024          | Love is Blind Argentina          | Conductor           |                      | Netflix    | [ 31 ] |